# Burnet
Burnet är en stad i den amerikanska delstaten Texas med en yta av 17,7 km² och en folkmängd som uppgår till 4 735 invånare (2000). Burnet är administrativ huvudort i Burnet County. Både staden och countyt har blivit namngivna efter David G. Burnet som var tillförordnad president i Republiken Texas 1836–1838 samt republikens vicepresident 1838–1841.